# Prywatne Humanistyczne Gimnazjum i Liceum im. Adama Mickiewicza w Poznaniu
Prywatne Humanistyczne Gimnazjum i Liceum im. Adama Mickiewicza w Poznaniu – szkoła średnia usytuowana przy ul. Głogowskiej na Łazarzu w Poznaniu, działająca w latach 1927–1939. Ponownie od 15 grudnia 1956 do 17 lipca 2014 roku, kiedy w budynku mieściło się VIII Liceum Ogólnokształcące im. Adama Mickiewicza. Od 2015 roku w gmachu funkcjonuje Publiczne Liceum Ogólnokształcące Katolickiego Stowarzyszenia Wychowawców im. bł. Natalii Tułasiewicz i Katolicka Szkoła Podstawowa im. św. Stanisława Kostki, przekształcona z Publicznego Gimnazjum Katolickiego im. św. Stanisława Kostki.

## Historia
Założycielem szkoły był ks. Czesław Piotrowski. Początkowo w 1920 roku ksiądz Piotrowski założył prywatną trzyklasową szkołę przygotowującą do nauki w gimnazjum, rozszerzając ją następnie o klasę czwartą realizującą program I klasy gimnazjum humanistycznego. 22 maja 1924 roku uzyskano od kuratorium zgodę na rozpoczęcie działalności szkoły na poziomie tzw. niższego gimnazjum i szkołę przemianowano na Gimnazjum Męskie im. Adama Mickiewicza. Dopiero w roku szkolnym 1926/1927 otrzymano pozwolenie na nauczanie na poziomie tzw. wyższego gimnazjum.   
W 1926 roku zaczęto czynić starania w kierunku budowy własnego budynku szkolnego, bowiem dotychczas korzystano z gościny w szkołach przy ul. Józefa Strusia, Garncarskiej i szkole przy ul. Kazimierza Jarochowskiego. Po otrzymaniu w grudniu 1926 roku pozwolenia na budowę wydanego przez Miejski Urząd Policji Budowlanej, prace budowlane rozpoczęto w styczniu 1927 roku. Budowę szkoły prowadził przedsiębiorca budowlany Maksymilan Garstecki. Projekt został przygotowany przez architekta Adolfa Pillera. Budowę ukończono we wrześniu 1927 roku, a otwarcie szkoły miało miejsce 5 października tego samego roku. Poświęcenia gmachu dokonał kardynał August Hlond. Podczas uroczystości obecni byli m.in. prezydent Poznania Cyryl Ratajski i kurator szkolny Okręgu Szkolnego Poznańskiego Bernard Chrzanowski. Budynek spełniał prawie w całości wymagania odnośnie do szkół prywatnych wg późniejszej ustawy z 11 marca 1932 roku, wydanej przez Ministerstwo Wyznań Religijnych i Oświecenia Publicznego.  
Podczas okupacji Poznania budynek szkolny wykorzystywała administracja niemiecka, urządzając w nim urzędy: budowlany, przesiedleńczy i opieki społecznej, a także jeden z oddziałów organizacji Todta.   
Po zakończeniu działań wojennych w 1945 roku budynek zajęła Komenda Wojewódzka Milicji Obywatelskiej. W grudniu 1956 roku do budynku przeniesiono VIII LO z ul. Bosej, które przyjęło przedwojenny patronat szkoły im. Adama Mickiewicza.  
W 2015 roku budynek przeszedł remont generalny, zakończony we wrześniu tegoż roku. Od tego momentu w gmachu funkcjonują szkoły katolickie: Publiczne Liceum Ogólnokształcące Katolickiego Stowarzyszenia Wychowawców im. bł. Natalii Tułasiewicz i Katolicka Szkoła Podstawowa im. św. Stanisława Kostki.

## Opis
Pierwotnie budynek mieścił 19 klas lekcyjnych, laboratorium fizyczno-chemiczne, pracownię przyrodniczo-geograficzną, tzw. salę slajdu do pokazów wizualnych, także gabinet lekarsko-dentystyczny. Nowością na ówczesne czasy była znajdująca się w piwnicy sala gimnastyczna z szatniami i natryskami. Budynek wyposażony był w dwie klatki schodowe dochodzące z każdej ze stron do auli, który mogła pomieścić ok. 700 osób. Pośrodku znajdował się podest, za którym umieszczono witraż z wizerunkiem Jezusa i św. Jana. Po bokach natomiast obrazy św. Kazimierza i św. Stanisława. Podczas wybranych uroczystości aula pełniła rolę kaplicy. 
Na zewnątrz urządzono boisko przeznaczone do zajęć sportowych z wydzielonym kortem tenisowym. Po stronie południowej gmachu szkoły znajdował się ogródek szkolny, wykorzystywany w czasie lekcji przyrodniczo-biologicznych. 